# Apios priceana
Apios priceana är en ärtväxtart som beskrevs av Robinson. Apios priceana ingår i släktet Apios och familjen ärtväxter. Inga underarter finns listade i Catalogue of Life.